# Mikuláš II. Hasištejnský z Lobkowicz
Mikuláš II. Hasištejnský z Lobkovic († 1462 Kadaň) byl příslušník významného českého šlechtického rodu Lobkoviců a zakladatel jeho starší větve hasištejnské. Název větve je odvozen od hradu Hasištejn. Příslušníci této (převážně protestantské) větve se v 17. století vystěhovali ze zemí koruny české do Saska. Následně se občas objevovaly zprávy o jejich potomcích žijících v Bavorsku až do 20. století, genealogická souvislost však není zcela jasná. Poslední potomek této větve rodiny zemřel zřejmě v polovině 20. století.

## Původ a život
Narodil se jako nejstarší syn Mikuláše I. Chudého z Újezda († 1435) a jeho manželky Anny z Nechvalic. Po otci zdědil Hasištejn, Prunéřov, Údlice, Obříství a další statky a stal se zakladatelem Hasištejnské větve rodiny Lobkoviců. Nejprve byl členem Strakonické jednoty, která byla v opozici proti Jiřímu z Poděbrad. Později se přidal na stranu Jiřího z Poděbrad a byl jeho podporovatelem a rádcem. Na jeho doporučení byl spolu s bratrem Janem povýšen císařem Bedřichem III. na kongresu v Brně dne 3. srpna 1459 povýšen do stavu říšských svobodných pánů, byl mu rozmnožen znak o orlici jeho ženy Žofky ze Žerotína a byl spolu se ženou vyznamenám řádem Amprisiae stolae albae cum tribus liliis. Jeho žena, Žofka ze Žerotína, byla pravnučka Jana Černého Plichty ze Žerotína, který padl v bitvě u Mühldorfu v roce 1322 spolu s Janem Lucemburským, a dcera Jana Plichty ze Žerotína a Zdeňky z Potštejna. Byla bohatá dědička a také poslední příslušnice významného rodu Žerotínů. Mikuláš zemřel v roce 1462 a byl pohřben v jím zřízeném františkánském klášteře v Kadani.